# Athanase Seromba
Athanase Seromba (né en 1963) est un prêtre catholique du Rwanda qui a été reconnu coupable d'avoir commis un génocide et de crimes contre l'humanité pendant le génocide rwandais.

## Crimes et fuite
Au moment du génocide, Athansa Seromba était le prêtre responsable d'une paroisse catholique à Nyange dans la province de Kibuye à l'Ouest du Rwanda. Il est reconnu coupable d'avoir commis un génocide pour avoir donné son approbation au bulldozer pour raser son église, où 1 500 à 2 000 Tutsis se réfugiaient. L'intention étant non seulement de tuer un grand nombre de personnes, mais spécifiquement de détruire les Tutsis comme un groupe ethnique.
Athanase Seromba a fui le Rwanda en juillet 1994. Des moines catholiques l'ont aidé à déménager en Italie, à changer de nom et l'ont également aidé à travailler comme prêtre pour l'Église catholique près de la ville de Florence sous le pseudonyme d'Anastasio Sumba Bura.

## Reddition, jugement et incarcération
Sous la pression de Carla Del Ponte, alors procureur en chef des Nations unies pour les crimes de guerre, Seromba s'est rendu au Tribunal pénal international pour le Rwanda (TPIR) le 6 février 2002. Le 8 février 2002, il a plaidé non coupable des accusations de génocide, complicité de génocide, complot en vue de commettre le génocide et extermination en tant que crime contre l'humanité. Son procès a débuté le 20 septembre 2004 devant la troisième chambre de première instance du TPIR. Le 13 décembre 2006, il a été reconnu coupable et condamné à 15 ans de prison.
Seromba a fait appel du verdict. Le 12 mars 2008, la chambre d'appel du Tribunal pénal international pour le Rwanda (TPIR) a décidé que sa responsabilité était encore plus grande que précédemment, a confirmé sa condamnation et a augmenté sa peine à la prison à vie.
Le 27 juin 2009, Athanase Seromba a été transféré au Bénin. Seromba purge sa peine à perpétuité à la prison d'Akpro-Missérété à Porto-Novo, au Bénin.